# Francesco Boncompagni (1592-1641)
Pour les articles homonymes, voir Francesco Boncompagni et Boncompagni.
Francesco Boncompagni est un cardinal italien du XVIIe siècle.

## Biographie

### Origines et éducation
Francesco Boncompagni naît le 21 janvier 1592 à Sora (Italie). Il est le fils de Giacomo Boncompagni, duc de Sora et d'Acri et de Costanza Sforza. Petit-neveu du pape Grégoire XV (1621-1623), neveu des cardinaux Filippo Boncompagni (1572) et Francesco Sforza (1583), il est également l'oncle du cardinal Girolamo Boncompagni (1664) et le grand-oncle du cardinal Giacomo Boncompagni (1695).
Il suit des études à l'Université de Bologne et obtient son doctorat en droit canon et en droit civil in utroque jure, le  20 mai 1615.

### Jeunesse
Prêtre à Naples, il devient abbé commendataire de S. Maria a Capella, à Naples, le 26 novembre 1607. En 1615, il fait le déplacement à Rome où il est nommé référendaire du Tribunal suprême de la Signature apostolique. Il est vice-gouverneur de Fermo du 21 février 1621 au 17 avril 1621.

### Cardinalat
Il est élevé au rang de cardinal-diacre lors du consistoire du 19 avril 1621, avec une dispense ayant déjà un oncle membre du Sacré Collège des cardinaux. Un mois plus tard, le 17 mai 1621, il reçoit la barrette rouge et la diaconie de S. Angelo in Pescheria. Abbé de l'église San Lorenzo fuori le Mura, le 15 mai 1621, il devient abbé commendataire de Città di Castello le 14 juin 1621, puis abbé commendataire de Santi Fulgenzio e Oronzo, le 8 novembre 1621. Il est nommé légat apostolique à Pérouse et en Ombrie, le 21 février 1622.

### Épiscopat
Le 11 juillet 1622, il est fait évêque de Fano, avec une dispense, n'ayant pas encore atteint l'âge canonique. Il est consacré en 1623, en la chapelle haute de la basilique Saint-François d'Assise par Marcello Crescenzi, évêque d'Assise. Il participe au conclave de 1623, qui élit le pape Urbain VIII. Il rentre à Rome le 14 février 1626, il est promu archevêque métropolitain de Naples, le 2 mars. Il opte pour le diaconie de San Eustachio, le 16 mars de la même année. Il célèbre les synodes diocésains en 1627, 1628 et 1632. Il intègre l'ordre des cardinaux-prêtres et obtient le titre de Santi Quattri Coronati, le 6 février 1634.
Il meurt le 9 décembre 1641 à Naples, à l'âge de 49 ans. Il est enterré dans la cathédrale Notre-Dame de l'Assomption de Naples.